# Terra de Lemos
Terra de Lemos egy comarca (járás) Spanyolország Galicia autonóm közösségében, Lugo tartományban. Székhelye . Népessége 2005-ös adatok szerint 35 068 fő volt.

## Települések
A székhely neve félkövérrel szerepel.
- Bóveda
- Monforte de Lemos
- Pantón
- A Pobra do Brollón
- O Saviñao
- Sober